# Condado de Portland
El condado de Portland (en inglés: Earl of Portland), título nobiliario inglés creado, el 9 de abril de 1689, por el rey Guillermo III para el barón Willem Bentinck, diplomático noble de ascendencia holandés.
Su hijo y heredero, Henry Bentinck, 2.º conde, estadista británico, fue elevado como duque de Portland en 1715.
El 3.º duque sirvió como primer ministro de Gran Bretaña en 1783 y después como del Reino Unido de 1802 a 1807.
El 29 de diciembre de 1732, el Hon. Willem Bentinck, barón Bentinck en Holanda (segundo hijo superviviente del primer conde de Portland), es creado conde Bentinck por el emperador Carlos VII.
Tim Bentinck, actual titular, es 12.º conde de Portland y 10.º conde Bentinck.